# Dictyna jacalana
Dictyna jacalana är en spindelart som beskrevs av Willis J. Gertsch och Davis 1937. Dictyna jacalana ingår i släktet Dictyna och familjen kardarspindlar. Inga underarter finns listade i Catalogue of Life.